# Mircea Șimon
Mircea Șimon (Simon) (22. ledna 1954) rumunský a rohovník/boxer, stříbrný olympijský medailista z roku 1976. Od roku 1978 profesionál.

## Sportovní kariéra
Boxovat začal ve 12 letech v klubu Dinamo Bukurešť. Připravoval se pod vedením trenéra Constantina Noura. V roce 1975 nahradil v Rumunské reprezentaci Iona Alexe. V roce 1976 startoval na olympijských hrách v Montréalu, kde ve finále nestačil na Kubánce Teófilo Stevensona a získal stříbrnou olympijskou medaili. V roce 1978 se během reprezentačního soustřední v Milwaukee ve Spojených státech amerických rozhodl z Rumunska emigrovat a splnit si dětský sen nastoupit v ringu proti boxerům třídy George Foremana.

## Profesionální kariéra
Po imigraci do Spojených státu v roce 1978 se usadil v Los Angeles, kde se ho ujal manažer Jackie McCoy. Po 13 vítězných zápasech v září 1979 prohrál na body s Leroyem Caldwellem. Do ringu se vrátil v létě 1980. V srpnu nastoupil v Paříži proti Lucienu Rodriguezovi. Zápas provázely obavy o jeho bezpečnost.
Po pádu Ceaușescova režimu v roce 1990 se doma v Rumunsku věnoval trenérské práci. Vychoval několik mezinárodně úspěšných boxerů. Mezi jeho nejznámější svěřence patřili bratři Marian Simion a Dorel Simion.

## Výsledky
| Turnaj             | 1975       | 1976       | 1977       |
| Turnaj             | 21         | 22         | 23         |
| Turnaj             | těžká váha | těžká váha | těžká váha |
| ------------------ | ---------- | ---------- | ---------- |
| Olympijské hry     |            | 2.         |            |
| Mistrovství světa  |            |            |            |
| Mistrovství Evropy | 3.         |            | 3.         |